# Goodyera flaccida
Goodyera flaccida är en orkidéart som beskrevs av Rudolf Schlechter. Goodyera flaccida ingår i släktet knärötter, och familjen orkidéer. Inga underarter finns listade i Catalogue of Life.